# ده‌گاه (سپیدان)
ده گاه (سپیدان)، روستایی از توابع بخش مرکزی شهرستان سپیدان در استان فارس ایران است.

## جمعیت
این روستا در دهستان خفری قرار دارد و براساس سرشماری مرکز آمار ایران در سال ۱۳۸۵، جمعیت آن ۱۰۴ نفر (۲۳خانوار) بوده‌است.